# 観世音菩薩伝
『観世音菩薩伝』（かんぜおんぼさつでん）とは周兆昌の著書。

## 概要
仏典には詳述されない観音菩薩の人生を描く。伝記形式で書かれているが、その典拠として著者があげているものには、神秘的な出自を持つ文書を含む。
訳者の周兆昌は1983年まで天道日本総天壇（現：天道総天壇）の指導者であった。かつてはこの教団から刊行されていた。中国では原典となる著書が既に多数存在し、ポピュラーな物語りだった。周兆昌はそれを日本人の天道の信者向けに翻訳し好評を得た。中国語版から吹きかえられた物語は、日本人の心をとらえ、訳者として日本語の巧みさを現わしている。改訂版が東宣出版から発行されている。
中国には、登場人物の名前などが共通する小説『観音得道』があり、ドラマ化、映画化が何度も行われている。『汝州志』という書物に原作となるエピソードが記されており、中国では広く受け入れられている。

## 菩薩伝の舞台
紀元前250年頃、西域に存在したとする興林国（こうりんこく）の第三王女・妙善姫が主人公。後に観音菩薩となる彼女だが、この時はあくまで人間であった。著者は前書きにあたる「観世音菩薩御聖誕の縁起と考証」で興林国がコータン（ホータン王国）周辺一帯を指すものだとしている。

## 登場人物
妙善姫（みょうぜんひめ）
のちの観音菩薩。興林国の第三王女。慈航尊者の生まれ変わり。妙荘王と伯牙・寳徳妃との間に生まれる。幼い頃から肉類・魚介類を食べず、虫にも憐れみの念を抱く優しい性格。成長するに伴い優れた才覚と人徳を発揮し、国の将来を担う存在として期待されるが、やがて仏門を志すに至る。それに反対する父王から様々な妨害を加えられるもその困難を乗り越えていく。その姿は臣下や国民の胸を打ち、享楽的だった2人の姉すら感化していく。
妙音姫（みょうおんひめ）
のちの文殊菩薩。興林国の第一王女。
妙元姫（みょうげんひめ）
のちの普賢菩薩。興林国の第二王女。
妙荘王（みょうそうおう）
姓は婆伽（バキャ）。興林国の国王。その治世において国は富み太平であったが、跡継ぎの男子が生まれないことに悩んでいた。3人目の子が女子と知ったとき一瞬だけ落胆したが、やがてその優れた資質が明らかになると、国の将来を担う存在として、いずれ夫王のもと王妃として能力を発揮することを望む。後継者の道を歩ませようとする妙荘王だったが、仏道に邁進し、思い通りにならない姫に憤り、行動がエスカレートしていく。
伯牙（バイヤ）・寳徳妃（ほうとくひ）
妙荘王の妃。才色兼備、かつ良妻賢母を地でいくような女性。
樓那富律（ルナフール）
幼い妙善姫が蝉を助けようとして木から落ちてできた傷を治せる医者を探している時にふらりと現われた男。須弥山の頂上に生える白蓮に傷を癒す効能があることを王に教える。南方の多寳国（たほうこく）の出身だと自称する。どことなく気品を漂わせ、端正な顔立ちをしている。飄々とした様子でからかうように王と問答する。話が事実か確かになるまで牢に入るよう命じられるが、まんまと逃げおおせてしまう。
阿那羅（アナーラ）
興林国の宰相。主君のため、命をかけてでも諌めることができる人物。
保母
妙善姫の世話役。菩薩伝の中で本人の名前が明かされることはないが、姫や永蓮とともに修行し求道の旅に出ることになる重要人物。
永蓮（えいれん）
王城の南にある白雀寺の長老尼僧。白雀寺に妙善姫を受け入れつつ、仏道を嫌うように仕向けるよう妙荘王から命じられる。
畛英（しんえい）
のちの善財童子。怒りのあまり白雀寺を焼き払うという愚を犯した後、妙善姫を認めた妙荘王が建てさせた金光明寺で暮らす悪戯好きな少年。出来心でやってしまった悪戯が、姫の涅槃の日を定めることになる。

## 参照
1. ↑  観世音菩薩 - 二、観世音菩薩の出典（財団法人聖厳教育基金会サイト内）

## 単行本
- 周兆昌『観世音菩薩伝 人間観音様の生涯と思想』東宣出版、2006年再版、ISBN 978-4885880445